# Karel Urbánek (herec)
Karel Urbánek (13. února 1930 Praha – 25. června 2021 Praha) byl český herec, režisér a ve zralém věku také spisovatel.

## Život
V roce 1953 vystudoval herectví na DAMU a poté nastoupil do Východočeského divadla v Pardubicích, kde zůstal do roku 1960. Tam se také seznámil se svou první manželkou Naďou Urbánkovou. V letech 1960–1965 byl hercem a režisérem divadla Paravan. Od roku 1965 pak trvale působil v pražském Divadle S. K. Neumanna (později Divadlo pod Palmovkou) až do svého odchodu do důchodu počátkem 90. let. Pracoval také v rozhlase jako režisér. Dlouhodobě se uplatňoval i v dabingu (v roce 1999 dostal Cenu Františka Filipovského za celoživotní mistrovství). Napsal knihu Vyznání o životě (1980) a v roce 1997 získal Cenu Františka Langera za tvorbu v oblasti povídek (Kamarád Lojzík).
Byl dlouhodobým členem Komunistické strany a vyloučení ze strany mu v době normalizace omezilo pracovní uplatnění. V 80. letech byl angažován ve Svazu dramatických umělců.
Byl dvakrát ženatý, měl celkem čtyři děti.

## Filmografie

### Filmy
- 1961 Půlnoc s hrdinou
- 1962 Vrah byl odsouzen po právu (TV film)
- 1963 Ranní ropucha (TV film)
- 1963 Světáci (TV film)
- 1964 Neobyčejná třída
- 1965 Je Thierry Brévanne vinen? (TV film)
- 1965 Perlový náhrdelník
- 1966 Kočky neberem
- 1967 Muž, který stoupl v ceně
- 1968 Naše bláznivá rodina
- 1968 Zločin v duhovém zálivu (TV film)
- 1969 O statečném Petrovi (TV film)
- 1970 Pinocchiova dobrodružství II. (TV film)
- 1970 Ďábelské líbánky
- 1971 Ententýny (TV film)
- 1971 Hlavní přelíčení (TV film)
- 1971 Prameny (TV film)
- 1971 Svědectví mrtvých očí
- 1972 Bratr Žak (TV film)

- 1972 Cena zlata (TV film)
- 1972 Don Juan (TV film)
- 1972 Kronika žhavého léta
- 1972 Štěstí (TV film) – vypravěč
- 1973 Agent (TV film)
- 1973 Až jednou v Barceloně (TV film)
- 1973 Sen noci svatojánské (TV film)
- 1974 Dopisy pro Jaszka (TV film)
- 1974 Drahé tety a já
- 1974 Egyptologové (TV film)
- 1974 Klient (TV film)
- 1974 Poslední královna (TV film)
- 1975 Hřiště
- 1975 Muži jdou ve tmě (TV film)
- 1976 Pravé místo pro mne (TV film)
- 1976 Značka „Svobodný otec“ (TV film)
- 1977 Ohnivý kříž (TV film)

- 1977 Sázka na třináctku
- 1977 Zůstanu s tebou! (TV film)
- 1978 Brácha za všechny peníze
- 1978 Skandál v Gri-Gri baru
- 1979 Božská Ema
- 1979 Bratři Kipové (TV film)
- 1979 Muž s puškou (TV film)
- 1979 Pan Vok odchází
- 1980 Italské jaro (TV film)
- 1980 Jen si tak trochu písknout – a.z.
- 1980 Romaneto
- 1980 Svítalo celou noc
- 1980 Temné slunce
- 1980 Xena (TV film)
- 1981 Příjemce platí v dolarech (TV film)
- 1981 Ta chvíle, ten okamžik
- 1981 Víkend bez rodičů
- 1981 Čas žít (TV film)
- 1982 Má láska s Jakubem
- 1982 Příhody pana Příhody
- 1982 Skály mé vyprahlé země (TV film)
- 1982 Sny o Zambezi
- 1982 Zelená vlna
- 1982 Únos Moravanky
- 1983 1. máj v Národním divadle roku 1898 (TV film)
- 1983 Dvě noci s císařem (TV film)
- 1984 Cihla zlata (TV film)
- 1984 Kariéra
- 1984 Láska s vůní pryskyřice
- 1984 Radosti života (TV film)
- 1985 Stalo se jedné neděle (TV film)
- 1986 Zikmund, řečený šelma ryšavá (TV film)
- 1988 Bronzová spirála (TV film)
- 1988 Ten zázračný dotek lásky (TV film)
- 1988 Reklama
- 1990 Král kolonád
- 1990 Radostný život posmrtný (TV film)
- 1990 Všechny krásy života (TV film)
- 1991 Muž, který neměl důvěru (TV film)
- 1994 Díky za každé nové ráno
- 1996 Chladné srdce (TV film)
- 1997 Králův šašek (TV film)

### TV seriály
1975
- 30 případů majora Zemana
- Mědirytina (S01E07)
- Chalupáři[2]
- Kapřín (E10)
- Nejmladší z rodu Hamrů
- Setkání (E11)
- Zvednutý kámen (E05)
- Z bouřného času (E04)
- Hospodář (E03)

1976
- 30 případů majora Zemana
- Třetí housle (S02E09)
- Muž na radnici
- Křížové tažení (E09)

1977
- Nemocnice na kraji města
- Srážka (S01E12)

1978
- Ve znamení Merkura
- Léto s Venuší (E02)
- Zákony pohybu
- Nástup (E06)
- Bumerang (E04)
- Černý Petr (E03) 	více epizod (2)

1980
- Čas zakladatelů
- Příliv naděje (E01)

1981
- Okres na severu
- Rozhovor (E09)

1984
- Sanitka Epizoda 1 (E01)

1985
- Slavné historky zbojnické
- Černá země

1986
- Gottwald

1988
- Rodáci Epizoda 12 (E12)

1989
- Případ pro zvláštní skupinu

1990
- Dobrodružství kriminalistiky
- Paprsek (S02E08)

1995
- Život na zámku
- Výpověď (S01E19)
- Havárie (S01E18)
- Ředitelka (S01E17)
- U konce s dechem (S01E16)

1996
- Zwei Brüder
- In eigener Sache (E05)

2004
- Redakce
- Tam a zpět (S01E13)
- Právo na práci (S01E12)
- Mimo realitu (S01E11) 	více epizod (10)

2005
- Ranč U Zelené sedmy
- Jak jsme se léčili ze závislosti (S03E08)
- Jak jsme se vzbouřili (S03E07)
- Jak jsme se stali závisláky (S03E06)

2009
- Proč bychom se netopili
- Tajemná žebrovka (E03)

2014
- Stopy života
- Až na věky (S01E03)

### Scénář
- 1971 Za rok přijdu zas
- 1978 Pod jezevčí skálou